# Pietro Ferraris
Pietro Ferraris (15. únor 1912, Vercelli, Italské království – 11. říjen 1991) byl italský fotbalista. Nastupoval povětšinou na postu útočníka. Byl známý jako Ferrari II, aby jej odlišili od jiného hráče Maria (Ferrari I).
S italskou reprezentací vyhrál mistrovství světa ve Francii roku 1938, nastoupil v jednom utkání ze čtyř, v prvním kole proti Norsku a ve druhé minutě zápasu vstřelil gól. Celkem za národní tým odehrál 14 utkání, v nichž vstřelil 3 góly.
Je šestinásobným mistrem Itálie, dvakrát s Ambrosianou-Interem (1937/38, 1939/40), čtyřikrát s Turínem (1942/43, 1945/46, 1946/47, 1947/48). Jak s Turínem (1942/43), tak s Amrosianou (1938/39) též získal italský pohár. Přestup v létě 1948 do Novary mu zachránil život před leteckou katastrofou ze 4. května 1949 v Superze.
Patří mezi pětadvacet nejlepších hráčů všech dob s nejvíce účastí v Serii A.

## Hráčská statistika
| Sezóna  | Klub             | Liga      | Liga   | Liga | Ligové poháry | Ligové poháry | Ligové poháry | Kontinentální poháry | Kontinentální poháry | Kontinentální poháry | Celkem | Celkem |
| Sezóna  | Klub             | Soutěž    | Zápasy | Góly | Soutěž        | Zápasy        | Góly          | Soutěž               | Zápasy               | Góly                 | Zápasy | Góly   |
| ------- | ---------------- | --------- | ------ | ---- | ------------- | ------------- | ------------- | -------------------- | -------------------- | -------------------- | ------ | ------ |
| 1929/30 | Pro Vercelli     | Serie A   | 22     | 3    | -             | 0             | 0             | -                    | 0                    | 0                    | 22     | 3      |
| 1930/31 | Pro Vercelli     | Serie A   | 30     | 11   | -             | 0             | 0             | -                    | 0                    | 0                    | 30     | 11     |
| 1931/32 | Pro Vercelli     | Serie A   | 34     | 5    | -             | 0             | 0             | -                    | 0                    | 0                    | 34     | 5      |
| 1932/33 | Neapol           | Serie A   | 32     | 4    | -             | 0             | 0             | -                    | 0                    | 0                    | 32     | 4      |
| 1933/34 | Neapol           | Serie A   | 27     | 3    | -             | 0             | 0             | Stř.P                | ?                    | ?                    | 27+    | 3+     |
| 1934/35 | Neapol           | Serie A   | 23     | 6    | -             | 0             | 0             | -                    | 0                    | 0                    | 23     | 6      |
| 1935/36 | Neapol           | Serie A   | 1      | 0    | IP            | ?             | ?             | -                    | 0                    | 0                    | 1+     | 0+     |
| 1936/37 | Ambrosiana-Inter | Serie A   | 26     | 3    | IP            | 4             | 3             | -                    | 0                    | 0                    | 30     | 6      |
| 1937/38 | Ambrosiana-Inter | Serie A   | 30     | 14   | IP            | 3             | 2             | Stř.P                | ?                    | ?                    | 33+    | 16+    |
| 1938/39 | Ambrosiana-Inter | Serie A   | 25     | 10   | IP            | 3             | 2             | Stř.P                | ?                    | ?                    | 28+    | 12+    |
| 1939/40 | Ambrosiana-Inter | Serie A   | 28     | 7    | IP            | 1             | 0             | -                    | 0                    | 0                    | 29     | 7      |
| 1940/41 | Ambrosiana-Inter | Serie A   | 30     | 9    | IP            | ?             | ?             | -                    | 0                    | 0                    | 30+    | 9+     |
| 1941/42 | Turín            | Serie A   | 24     | 5    | IP            | ?             | ?             | -                    | 0                    | 0                    | 24+    | 5+     |
| 1942/43 | Turín            | Serie A   | 30     | 12   | IP            | 5             | 2             | -                    | 0                    | 0                    | 35     | 14     |
| 1945/46 | Turín            | 1. divize | 38     | 12   | -             | 0             | 0             | -                    | 0                    | 0                    | 38     | 12     |
| 1946/47 | Turín            | Serie A   | 34     | 8    | -             | 0             | 0             | -                    | 0                    | 0                    | 34     | 8      |
| 1947/48 | Turín            | Serie A   | 16     | 3    | -             | 0             | 0             | -                    | 0                    | 0                    | 16     | 3      |
| 1948/49 | Novara           | Serie A   | 29     | 10   | -             | 0             | 0             | -                    | 0                    | 0                    | 29     | 10     |
| 1949/50 | Novara           | Serie A   | 28     | 10   | -             | 0             | 0             | -                    | 0                    | 0                    | 28     | 10     |
| Celkem  | Celkem           | Celkem    | 507    | 135  | -             | 16+           | 9+            | -                    | ?                    | ?                    | 523+   | 144+   |

## Hráčské úspěchy

### Klubové
- 6× vítěz italské ligy (1937/38, 1939/40, 1942/43, 1945/46, 1946/47, 1947/48)
- 2× vítěz italského poháru (1938/39, 1942/43)

### Reprezentační
- 1x na MS (1938 - zlato)